# Chika Amalaha
Chika Joy Amalaha (* 28. Oktober 1997 in Rivers) ist eine nigerianische Gewichtheberin.

## Karriere
Sie gewann Gold bei den Commonwealth-Juniorenmeisterschaften 2013 und den Afrika-Jugendmeisterschaften 2014. Als erst 16-jährige gewann sie Gold bei den Commonwealth Games 2014 in der Klasse bis 53 kg Körpergewicht. Sie wurde aber bei der Doping-Kontrolle positiv auf die Diuretika Amilorid und Hydrochlorothiazid getestet und disqualifiziert. Der Internationale Gewichtheber-Verband sperrte sie für zwei Jahre bis zum 25. Juli 2016. Im Jahre 2020 wurde bei ihr erneut Doping nachgewiesen, diesmal mit Methenolon. Sie wurde erneut gesperrt, diesmal vom 4. November 2019 bis zum 3. November 2027.